# Río Tuxpan
El río Tuxpan es un río de la costa oriental de México que desemboca en el golfo de México, cerca de la ciudad y puerto de Tuxpan de Rodríguez Cano, en el estado de Veracruz. Tiene una longitud de 150 km y, según estadísticas de la Secretaría del Medio Ambiente y Recursos Naturales y de la Comisión Nacional del Agua, con datos observados durante 2008, su cuenca tiene un área de 5.899 km² y un escurrimiento natural medio superficial de 2076 millones de metros cúbicos por año.
Sus dos afluentes principales son el Vinazco, que nace en el estado de Hidalgo, y el Pantepec, que nace en el estado de Puebla, ambos penetran en territorio veracruzano y antes de llegar a Álamo, en el municipio de Temapache, unen sus aguas conformando este río, el cual se ha convertido en una importante vía de acceso portuario, fortaleciendo la economía de la región. A la altura de la ciudad de Tuxpan presenta varios esteros, así como una laguna (la de Tampamachoco) muy cerca ya de su desembocadura.
La ciudad ubicada en su ribera es la ciudad y puerto de Tuxpan. Este puerto es el más cercano a la Ciudad de México, y debido a la construcción de la autopista hacia esa ciudad (México-Tuxpan) será uno de los puertos que más desarrollo tendrá en el país en los próximos años, El Río Tuxpan se encuentra ubicado en el estado de Veracruz, México. Con una longitud de 150 km pertenece a la cuenca hidrográfica de Tuxpan. Nace de la confluencia de los ríos Vinazco y Pantepec a unos 2.763 metros y desemboca en el Golfo de México cerca de la ciudad de Tuxpan de Rodríguez Cano.  La superficie de cuenca del Río Tuxpan es de 5.899 km² y su caudal medio es de 2.076 m³/s.
Los principales afluentes del Río Tuxpan son el río Vinazco proveniente del estado de Hidalgo, y el río Pantepec originario del estado de Puebla. Ambos fluyen por el territorio de Veracruz y antes de llegar a  Álamo (en el municipio de Temapache), se unen sus aguas forman el Río Tuxpan.
El río Viñasco recorre el territorio veracruzano desde Huasteca hasta Zacualtipan; mientras que el río Hidalgo se dirige hacia el noreste a través de las montañas, pasando cerca de Huayacocotla. Luego de este recorrido individual, ambos se unen en la llanura costera, en este punto ya pasan a ser el Río Tuxpan oficialmente.
Ahora son uno, el Río Tuxpan recorre el poblado de Álamo, sigue su curso y llega al puerto de Tuxpan de Rodríguez Cano, unos 10 km más adelante desemboca en el Golfo de México.

## Clima en el Río Tuxpan
El clima en el Río Tuxpan está clasificado como tropical  con una temperatura media anual de 24.9 °C. En verano y a principio de otoño las lluvias son abundantes, y de mayo a noviembre llueve menos. La precipitación media anual en el Río Tuxpan es de 1,241 milímetros.
Este importante río pertenece a la región hidrológica llamada Tuxpan-Nautla, y a su vez a la Cuenca de Tuxpan, ocupando la porción noreste del estado de Veracruz y abarcando la cuenca, 8.31 por ciento de la superficie estatal, según INEGI.
La corriente nace en la Sierra Madre Oriental, dentro de los estados de Hidalgo y Puebla, por medio de varios afluentes, principalmente con estos dos: el Viñasco y el Pantepec. El primero recorre una porción veracruzana que penetra dentro de la Huasteca hasta las cercanías de Zacualtipan, Hidalgo; desciende hacia el noreste a través de las montañas, pasando cerca de Huayacocotla, Veracruz. Después, en la llanura costera, recibe a su contribuyente hermano de Pantepec, el cual procede de la zona limítrofe entre Puebla e Hidalgo, cerca de Necaxa. Desde dicha unión, el río ya engrandecido es llamado Tuxpan, pasa después por el poblado de Álamo y más adelante por el importante puerto de Tuxpan, unos 10 kilómetros antes de su desembocadura en el Golfo de México.

## Turismo en el Río Tuxpan
La belleza y tranquilidad de las aguas del Río Tuxpan te ofrecen un espectáculo visual tanto con las maravillosas puestas de sol como con las noches y su luna. Estas aguas son ideales no sólo para la explotación comercial del puerto, también son útiles para la práctica de actividades deportivas como la pesca, el canotaje, parapente, buceo y paseos en lancha.